# Botanophila emeisencio
Botanophila emeisencio är en tvåvingeart som först beskrevs av Deng 1983.  Botanophila emeisencio ingår i släktet Botanophila och familjen blomsterflugor. Inga underarter finns listade i Catalogue of Life.